# 名和咲香
名和 咲香（なわ さこ、2006年8月29日 - ）は、大阪府出身の女子サッカー選手。セレッソ大阪ヤンマーレディース所属。ポジションはゴールキーパー。セレッソ大阪堺レディース（現セレッソ大阪ヤンマーレディース）10期生。 

## 来歴
中学入学にあたって、セレッソ大阪堺アカデミー(現セレッソ大阪ヤンマーレディースU-15)のセレクションに合格し入団した。
セレッソ大阪ヤンマーレディースU-18在籍時の2024年2月に、育成組織TOP可選手としてトップチームに登録された。同年9月にWEリーグカップでデビューした
2025年2月にトップチームへ正式に昇格した。

## 個人成績
| 国内大会個人成績 | 国内大会個人成績 | 国内大会個人成績 | 国内大会個人成績 | 国内大会個人成績 | 国内大会個人成績 | 国内大会個人成績 | 国内大会個人成績  | 国内大会個人成績 | 国内大会個人成績 | 国内大会個人成績 | 国内大会個人成績 |
| 年度             | クラブ           | 背番号           | リーグ           | リーグ戦         | リーグ戦         | リーグ杯         | リーグ杯          | オープン杯       | オープン杯       | 期間通算         | 期間通算         |
| 年度             | クラブ           | 背番号           | リーグ           | 出場             | 得点             | 出場             | 得点              | 出場             | 得点             | 出場             | 得点             |
| 日本             | 日本             | 日本             | 日本             | リーグ戦         | リーグ戦         | リーグ杯         | リーグ杯          | 皇后杯           | 皇后杯           | 期間通算         | 期間通算         |
| ---------------- | ---------------- | ---------------- | ---------------- | ---------------- | ---------------- | ---------------- | ----------------- | ---------------- | ---------------- | ---------------- | ---------------- |
| 2023-24          | C大阪            | 41               | WE               | 0                | 0                | 0                | 0                 |                  |                  |                  |                  |
| 2024-25          | C大阪            | 41               | WE               |                  |                  |                  |                   |                  |                  |                  |                  |
| 通算             | 日本             | 日本             | WE               | 0                | 0                | 0                | 0\|\|\|\|\|\|\|\| |                  |                  |                  |                  |
| 総通算           | 総通算           | 総通算           | 総通算           | 0                | 0                | 0                | 0\|\|\|\|\|\|\|\| |                  |                  |                  |                  |

## タイトル
- セレッソ大阪堺ガールズ/セレッソ大阪ヤンマーガールズU-18
  - JFA 全日本U-18女子サッカー選手権大会：2回（2021、2023）
  - 日本クラブユース女子サッカー大会 (U-18)：1回（2022）

### 個人
- 日本クラブユース女子サッカー大会 (U-18) 最優秀選手：1回（2022）